# Octosyllabe
Un octosyllabe est un vers composé de huit syllabes. Il est avec l'alexandrin, vers de douze syllabes, et le décasyllabe, vers de dix syllabes, l'un des mètres les plus anciens et les plus utilisés dans la poésie classique de langue française, qui privilégia longtemps l'emploi des vers pairs (vers dans lesquels le nombre de syllabes est pair) au détriment des vers impairs (vers dans lesquels le nombre de syllabes est impair). On retrouve très souvent l'octosyllabe dans certains poèmes à forme fixe comme les rondeaux et les ballades. Il est aussi le vers du lai.

## Usage
L'octosyllabe (en grec, oktô = « huit ») est le vers de huit syllabes.
Il est le plus ancien des vers français,. On situe son apparition au Xe siècle.

L'octosyllabe est fréquemment employé au Moyen Âge, dans les grands genres narratifs, les fabliaux et le théâtre. Il est d'une très grande souplesse d'utilisation car c'est le vers courant le plus long qui n'a pas de césure obligatoire. Il n’a donc qu’un seul accent en fin de vers, par exemple :
Tétin de satin blanc tout neuf
— Clément Marot, Premier Livre des Épigrammes, « Du beau tétin »
L'octosyllabe est un vers particulièrement musical, du fait du retour fréquent de la rime, et permet ainsi une grande harmonie.
Du fait de sa très grande souplesse, l'octosyllabe peut être employé dans tous les genres poétiques.

## Historique
L'octosyllabe apparaît dans la Vie de saint Léger au XIe siècle et est largement utilisé tout au long du Moyen Âge : lais de Marie de France, Le Roman de la Rose, Lai et Testament de François Villon, romans de Chrétien de Troyes, branches du Roman de Renart, dans la littérature dramatique (Le Mystère d'Adam), dans des fabliaux, farces et même des tragédies,. Jusqu'au XVe siècle, c'est le vers favori, et notamment le préféré de Villon.

Au XVIe siècle, il est moins courant. Il prend une allure légère chez Ronsard, qui l'emploie fréquemment dans ses Odes, notamment dans Mignonne, allons voir si la rose. Par exemple :
Taisez vous ma lyre mignarde,

Taisez vous ma lyre jazarde,

Un si haut chant n’est pas pour vous :

Retournez louer ma Cassandre,

Et desur vostre lyre tendre

Chantez-la d’un fredon plus dous.
— Pierre de Ronsard, Premier Livre des Odes, XVI
Au XVIIe siècle, il redevient en vogue, particulièrement dans les genres dits « mineurs », mais également dans des passages lyriques de Corneille. La Fontaine l'utilise soit en isométrie (les 9 quatrains de Le statuaire et la statue de Jupiter), soit en hétérométrie dans les Fables.
Oh ! que j'aime la solitude !

Que ces lieux sacrés à la nuit,

Éloignés du monde et du bruit,

Plaisent à mon inquiétude !

Mon Dieu ! que mes yeux sont contents

De voir ces bois, qui se trouvèrent

À la nativité du temps,

Et que tous les siècles rêvèrent,

Être encore aussi beaux et verts

Qu'aux premiers jours de l'univers !

extrait de « La solitude » de Marc-Antoine de Saint-Amant (XVIIe siècle),.
Au XVIIIe siècle, l'octosyllabe est réservé aux courts poèmes ou à des épîtres.

Au XIXe siècle, il réapparaît dans la grande poésie lyrique, chez Baudelaire et Verlaine. Par exemple :
Loin des sépultures célèbres,

Vers un cimetière isolé,

Mon cœur, comme un tambour voilé,

Va battant des marches funèbres.
— Charles Baudelaire, Les Fleurs du mal, « Le Guignon »
Théophile Gautier y a recours presque exclusivement dans Émaux et Camées. Paul-Jean Toulet l'emploie en hétérométrie dans Les Contrerimes.

Guillaume Apollinaire l'utilise en isométrie pour La Chanson du mal-aimé :
Voie lactée ô sœur lumineuse

Des blancs ruisseaux de Canaan

Et des corps blancs des amoureuses

Nageurs morts suivrons-nous d’ahan

Ton cours vers d'autres nébuleuses
— Guillaume Apollinaire, La Chanson du mal-aimé, extrait
À l'époque moderne, l'octosyllabe reste le vers le plus utilisé après l'alexandrin,.
Après dix siècles d'usage, des poètes contemporains l'utilisent toujours, quelquefois en « vers libérés » :
La nuit noire de tes cheveux

Des licornes viennent y boire

Neigent nagent dans cette moire (...)

Luc Bérimont, extrait de Amoureuse, in L'Herbe à Tonnerre, Seghers 1958.
Frappé par un direct du droit

Dans un combat contre Jo King,

Le nez en sang, les bras en croix,

Armstrong s'est couché sur le ring (...)

René Varennes, Marbres et fontaines, premier quatrain, éditeur ??, année ??, p. 58.
Dans le registre de la chanson, l'octosyllabe est également prisé, notamment par Jacques Brel et Georges Brassens.

## Structure
Dans Théorie du vers, Benoît de Cornulier expose sa « loi des 8 syllabes », « selon laquelle la limite supérieure où peut être appréhendé un système d'équivalence syllabique entre des expressions successives est de 8 syllabes ». Cela explique le découpage en hémistiche des vers de plus de huit syllabes et le fait que l'octosyllabe n'ait pas de césure fixe.
On trouve ainsi divers systèmes :
En 4//4. Par exemple :
Pique du sein // la gourde belle,

Sur qui l'Amour // meurt ou sommeille
— Paul Valéry
En 5//3. Par exemple :
Au tour des baisers // de s'entendre
— Paul Éluard
En 3//5. Par exemple :
Dilatant // l'iris noir de l'eau
— Louis Aragon

L'octosyllabe peut aussi être analysé en trois mesures avec deux coupes, comme avec le premier de ces deux vers de La Fontaine (2/3/3) :
Ni loups/ ni renards/ n'épiaient

La douce et l'innocente proie.
— Jean de La Fontaine